# Grigorij Alexandrovič Zvěrev
Grigorij Alexandrovič Zvěrev rusky Григо́рий Алекса́ндрович Зве́рев  výslovnost (15. března 1900 Alčevsk, Ruské impérium – 1. srpna 1946 Moskva, SSSR) byl ruský voják a velitel 2. pěchotní divize ROA.

## Služba v DRRA
Narodil se v rodině dělníka - kotláře. V roce 1919 se v Ruské občanské válce zapojil do řad Rudé armády a bojoval proti bílým oddílům generála Wrangela. V roce 1922 absolvoval dvouletý kurs pro velitele pěchoty v Jekatěrinoslavi.
V roce 1926 se stal členem VKS(b) (průkazka číslo 0464518). Od vstupu do strany postupuje ve velitelských funkcích, ve kterých si počínal dobře, a proto byl 25. února 1928 odměněn stříbrnými hodinkami za příspěvek ke zvýšení bojeschopnosti 224. pěšího pluku. V roce 1930 absolvoval kurzy Vystrel. V letech 1933-1936 je náčelníkem štábu 224. pěšího pluku a od roku 1936 velitel 289. pěšího pluku v hodnosti majora.
V době probíhající ježovštiny byl objektem zájmu tajné policie NKVD. Byl opakovaně zatčen pro podezření z účasti na vojenském spiknutí. Odsouzen však nebyl, protože jeho kolegové proti němu své výpovědi odvolali a další svědek byl zastřelen NKVD. Jeho vyšetřování pak bylo zastaveno dne 25. března 1941. 
V roce 1939 se zapojuje do Zimní války, kde od prosince 1939 velel 2. střelecké divizi Finské lidové armády na Karelské šíji. V březnu 1940 byla tato divize pod jeho velením vržena do ofenzívy na Vyborg, kde plnila pomocné úkoly, kdy kryla boky a týl postupujících útvarů Rudé armády. 
V roce 1940 studoval na Frunzeho vojenské akademii a od května 1940 zastává funkci velitele 146. pěší divize. 
Do války s Německem se zapojil hned od jejího záčatku v červnu 1941 jako velitel 190. pěší divize, která byla umístěna na hranicích s Německem. Začátkem srpna 1941 byla jeho divize po těžkých bojích spojených s vysokými ztrátami obklíčena u města Vinica a zraněný Zvěrev 11. srpna 1941 upadl do německého zajetí . Z jeho divize zůstala bojeschopná jen stovka mužů. V zajateckém táboře předstíral, že je prostý vojín ukrajinské národnosti Ševčenko, a tak se dostal z německého zajetí. Ihned poté se vydal na cestu zpět k Rudé armádě. 6. září 1941 navazuje kontakt s jejími jednotkami u města Orel. Za frontou je internován v prověřovacím táboře, následně je pro podezření ze špionáže zadržován ve vazbě u Moskvy. Počátkem roku 1942 byl propuštěn, ale v jeho armádních spisech zůstala poznámka, že nesmí být nasazen v bojové oblasti.
Od ledna 1942 je velitelem semiplatinské střelecké divize, v únoru 1942 je degradován na velitele 32. záložní střelecké brigády Středoasijského vojenského okruhu. V této funkci se podílel na formování pochodových pluků vyslaných na frontu. Od prosince 1942 byl zástupcem velitele 127. pěší divize Voroněžského frontu. 
S ohledem na ztráty na frontách byl převelen do bojové oblasti a od března 1943 byl velitelem 350. střelecké divize a vojenským velitelem Charkova. V probíhající třetí bitvě o Charkov byla jeho divize obklíčena. Při pokusu o únik ze sevření byl poblíž města Bezljudivka zraněn a 22. března 1943 zajat spolu se svými štábními důstojníky.
Podle informací jeho spolubojovníků, potvrzených sovětskou vojenskou rozvědkou, byli důstojníci velitelství divize spolu se Zvěrevem považováni za mrtvé po útoku německých tanků na velitelské stanoviště. Zvěrevova smrt je oficiálně potvrzena rozkazem č. 07313. Sovětské orgány ho považovaly za pohřešovaného, pravděpodobně mrtvého.

## Služba v ROA
Od 28. března 1943 do července 1943 byl držen v zajateckých táborech na Ukrajině a v Polsku. SSSR v té době neuznával konveci o ochraně válečných zajatců, a proto podmínky v táborech byly velmi tvrdé. V létě 1943 projevil touhu připojit se k hnutí generála Vlasova, kterého osobně znal ze svého působení v Rudé armádě. Proto byl koncem července 1943 propuštěn a převeden do tábora v Dabendorfu, kde se nacházelo školící centrum pro kádry ROA pod velením Truchina. Po jejím ukončení byl poslán do zajateckých táborů agitovat bývalé rudoarmějce ke vstupu do protibolševických sil. 
V říjnu 1944 se stal plukovníkem ROA. Koncem roku 1944 se pohyboval v okupovaném Norsku, kde se mu podařilo do ozbrojených sil KONR naverbovat asi 300 rekrutů.  
V roce 1945 byl povýšen na generálmajora. Zformoval 2. pěchotní divizi ROA (podle německého číslování vyšších útvarů 650. pěší divize) a 21. února 1945 byl jmenován jejím velitelem. Divize zahrnovala tři pěší pluky, dělostřelecký pluk, zásobovací pluk, dvě protitankové a protiletadlové divize, dva samostatné ženijní prapory a jeden samostatný spojařský prapor. Celkem se jednalo o 11 865 osob.
Na konci války začátkem května 1945 se nacházel se svou divizí na území Rakouska. Jeho žena pod tíhou hrozícího zatčení a zavlečení do SSSR spáchala sebevraždu. Po požití jedu pomalu umírala a Zvěrev u ní zůstal, čímž nesplnil rozkazy k přesunu, které dostal ze štábu KONR. Manželku pohřbil 9. května 1945. Po přiblížení 297. střelecké divize Rudé armády svou 2. pěchotní divizi ROA rozpustil. Většina jeho důstojníků se vyslovila pro zajetí Rudou armádou, neboť doufali v omilostnění, protože divize nebyla v bojovém nasazení proti Rudé armádě. Zvěrev však raději uprchl na území ovládané americkou armádou. Američané však v oblasti umožňovali operovat sovětským bezpečnostním silám, které ho zatkly 10. května 1945. Při zatýkání se pokusil o sebevraždu ránou z pistole do pravého spánku. Byl sice zachráněn v sovětské vojenské nemocnici, ale přišel o pravé oko.

## Soud a poprava
Od roku 1945 byl uvězněn v Moskvě. Byl souzen Vojenským kolegiem Nejvyššího soudu SSSR spolu Vlasovem, Žilenkovem, Truchinem, Malcevem, Buňačenkem a dalšími účastníky vlasovského hnutí členy Výboru pro osvobození národů Ruska - Zakutnyj, Blagověščenskij a Korbukov.
Zpráva z Rudého práva převzatá z TASS (vyšlo 3. srpna 1946) označuje Vlasova a jeho spolupracovníky za agenty německých výzvědných služeb. Všichni obžalovaní v procesu přiznali svou vinu. Byl odsouzen za vojenskou zradu, zbaven vojenských hodností, státních vyznamenání a oběšen na dvoře věznice Butyrka. Jeho ostatky byly zpopelněny a pohřbeny v příkopě Donského kláštera.